# Kabinett von Kahr I
Das Kabinett von Kahr I bildete vom 16. März bis 16. Juli 1920 die Staatsregierung von Bayern. Es wurde nach dem Kapp-Putsch am 13. März 1920 gebildet, in dessen Folge die seit 1919 amtierende Regierung von Johannes Hoffmann zum Rücktritt gezwungen wurde.
Nach der Landtagswahl in Bayern am 6. Juni 1920 bildete sich dás Kabinett von Kahr II.

## Mitglieder
| Amt                           | Name                                               | Bild | Partei | Partei    |
| ----------------------------- | -------------------------------------------------- | ---- | ------ | --------- |
| Ministerpräsident             | Gustav Ritter von Kahr                             |      |        | BVP       |
| Äußeres                       | Gustav Ritter von Kahr                             |      |        | BVP       |
| Inneres                       | Gustav Ritter von Kahr                             |      |        | BVP       |
| Justiz                        | Ernst Müller-Meiningen                             |      |        | DVP 1     |
| Kultus                        | Franz Matt                                         |      |        | BVP       |
| Finanzen                      | Karl Gustav Kofler                                 |      |        | BVP       |
| Soziales                      | Heinrich Oswald                                    |      |        | BVP       |
| Handel, Industrie und Gewerbe | Eduard Hamm                                        |      |        | DVP 1     |
| Verkehr                       | Heinrich Ritter von Frauendorfer bis 1. April 1920 |      |        | parteilos |
| Landwirtschaft                | Johannes Wutzlhofer                                |      |        | BB        |